# Александр (черниговский князь)
Александр (кон.XIII — нач.XIV вв) — русский князь из черниговской ветви династии Рюриковичей — Ольговичей, отец великого князя черниговского и возможно, брянского князя середины XIV века Михаила Александровича. В летописях не упоминается. Упомянут в Любецком синодике на поз.55. Происхождение князя является предметом споров.

## Сын Константина Ольговича
Уже Квашнин-Самарин Н. Д. считал Александра сыном  Константина Ольговича, причём обоих — потомками Романа Брянского  и князьями начала XIV века. Затем Зотов Р. В., поддержанный Мавродиным В. В., сочли Константина старшим сыном Олега Святославича (ум.1204). Однако Шеков А. В., привлекший данные Введенского синодика, показал, что Константин был не сыном Олега Святославича, а одним лицом с ним, а Константин — крестильное имя Олега. Также известно, что сын Александр был и у Олега, но он должен был родиться во 2-й половине XII века.
Горский А. А. поставил версию Зотова под сомнение из соображений хронологии. Он усомнился в том, что всего три князя могли занимать великокняжеский черниговский стол на протяжении всего XIV века, и предположил, что Михаил либо не был внуком Константина Ольговича, либо не был отцом Романа Михайловича. По его версии, во втором случае между Михаилом и Романом в Чернигове мог княжить упомянутый в Любецком синодике Пантелеймон Мстислав(ич), однако, большинство историков ассоциируют его с Мстиславом Святославичем черниговским (уб.1223), а не Пантелеймоном козельским, князем 1-й половины XIV века.

## Сын Константина Михайловича
Также существует версия, привлекшая данные Кузьмина А. Г. по синодику рязанского Свято-Духова монастыря, в котором упомянуты Михаил и княгиня его Феодосия, и сыны его Роман и Константин и княгиня его Анна, Александр Константинович, а также Ярослав-Дмитрий Черниговский и сын его Роман. Данная версия устраняет хронологические несоответствия версии Зотова путём добавления одного поколения (Константин Михайлович — не внук Святослава Всеволодовича, а правнук, упомянут во Введенском синодике). Согласно этой версии, Александр Константинович был племянником Романа Старого и отцом Дмитрия брянского и Михаила Александровича черниговского.

## Сын Романа Старого
Существование Александра Романовича в качестве отца Михаила Александровича черниговского было предложено Войтовичем Л. В., не связывающим его, однако, с Василием Александровичем (его он считает выходцем из смоленских князей). В то же время Карамзин Н. М. называет Василия Александровича внуком Романа Михайловича брянского и племянником Святослава Глебовича смоленского, в этом случае он мог быть сыном Александра Романовича или неизвестной дочери Романа Старого, выданной замуж за Александра Глебовича смоленского. Безроднов В. С. считает Василия представителем местной брянской династии и одновременно племянником убитого им Святослава Глебовича по матери, в таком случае дочь Глеба Ростиславича была замужем за Александром, отцом Василия. Исследователь считает Василия и Михаила сыновьями разных Александров из местной брянской династии. По предположению Горского А. А., на дочери Романа Старого был женат сам Глеб Ростиславич смоленский.

## Сын Михаила Романовича
Келембет С. Н. предложил на роль отца Михаила Александровича черниговского Александра Михайловича, сына Михаила Романовича брянского. Как правило, потомками Михаила Романовича считаются лишь князья Осовицкие.

## Генеалогическое древо (предположительно)
- Святослав Всеволодович (1194)
  - Олег Святославич (1204)
    - Константин Ольгович
      - Александр
        - Михаил Александрович (князь черниговский)

  - ?
    - Михаил
      - Роман Старый (1288)
        - Михаил Романович
          - Александр
            - Михаил Александрович (князь черниговский)

        - Александр
          - Михаил Александрович (князь черниговский)

      - Константин
        - Александр
          - Дмитрий
          - Михаил Александрович (князь черниговский)